# Вагаршапат
Вагаршапа́т (на арменски: Վաղարշապատ) е град в Армавирска област на Армения, един от най-значимите културни и религиозни центрове на страната.

## Етимология
От 2 век пр.н.е. тук съществува град Вардкесаван, чието название идва от лично име и арменската дума аван – „селище“. През 40-те години на I век, цар Вагаршак обгражда селището със стени и го нарича на себе си, Вагаршапат – „град на Вагарша“ (на персийски: апат, абад – „селище, град“) През 2—4 век градът е столица на Велика Армения. В центъра му се намира църква, построена през 303 г. на мястото, където, според легендата, на Григорий Просветител се явява Христос. В памет на това събитие, църквата получава името Ечмиадзин – букв. „Където слезе единородния“. През 1945 г. Вагаршапат е преименуван на Ечмиадзин (на арменски: Էջմիածին) по името на намиращия се тук Ечмиадзински манастир – резиденция на католикоса на Всички арменци, център на Арменската апостолическа църква. През 1992 г. градът си възвръща предишното име, но в ежедневието се използват и двете имена.

## География
Вагаршапат е разположен на Араратската равнина, на 15 km от жп станцията Ечмиадзин и на 30 km западно от Ереван. Населението му е 57,5 хиляди жители (2010).

## История
Цар Вагарш I в началото на II век основава нова столица на Велика Армения на мястото на селището Вардкесаван. Градът е основен духовен център на Арменската апостолическа църква.
В ново време градът е известен също и с тюркското си название Учкилиса, означаващо „три църкви“.

## Икономика
В Ечмиадзин при съветската власт работят заводи за пластмаса, домакински метални изделия, клон на арменското производствено обединение „Електрон“, клон на сдружение „Армсувенир“. Има хранително-вкусова промишленост (винарски завод, консервен завод и др), приборостроителен завод (в града го наричат „Вертолетния завод“), производство на строителни материали и др.

## Образование и култура
Има клубно-библиотечен техникум, краеведски музей, филиал на Арменската държавна картинна галерия, къща музей на поета И. М. Йоанисян, музей на композитора С. Комитас. През 1995 г. в Ечмиадзин е основан Университет „Григор Лусаворич“ с медицински колеж и лицей.

## Храмове в Ечмиадзин
Ечмиадзин е историческият център на арменската апостолическа църква. В града се намират манастира с резиденцията на католикоса, Ечмиадзинската катедрала, богословски учебни заведения. Катедралата, във вид на обикновена базилика, е построена през 303 г. скоро след въвеждането в Армения на християнството като държавна религия, след това е реновирана през 5 и 7 век. Камбанарията е построена през 1653—58 г., ризницата – през 1869 г.
В интериора на катедралата има стенописи, създадени в началото на 17 и 18 век (Овнатан Нагаш), както и в края на 18 век (О. Овнатанян). В комплекса на манастира са включени трапезария (първата половина на 17 век), гостилница (в средата на XVIII век), къщата на католикоса (1738 – 1741), училище (1813), каменен водоем (1846) и други постройки. В съветско време са изградени множество жилищни домове и обществени сгради.
В Ечмиадзин също така се намират църквата „Св. Рипсиме“ (618), куполната базилика „Св. Гаяне“ (630, реставрирана през 1652) с гавит (1683), църквата „Шокагат“ (1694). В катедралата се намира музей с колекция от произведения на средновековно на декоративно-приложното изкуство (основан през 1955 г.).
|                                           |                              |                                |
| Катедралата от 4 век, обновена през 5 век | Църквата „Св. Гаяне“, 630 г. | Църквата „Св. Рипсиме“, 618 г. |

## Побратимени градове
- Петрозаводск, Русия
- Каменец Подолски, Украйна
- Иси льо Мулино, Франция
- Русия (от 2010 г.)
- Фресно, САЩ
- Санкт Петербург, Русия